# Girolamo Rusticucci
Girolamo Rusticucci (Cartoceto, gennaio 1537 – Roma, 14 giugno 1603) è stato un cardinale e vescovo italiano della Chiesa cattolica, creato da papa Pio V il 17 maggio 1570.

## Biografia
Figlio del celebre giureconsulto Ludovico Rusticucci e di Diamante Leonardi, di cui rimase presto orfano, fu posto sotto la tutela di un suo nobile parente. Nacque nel gennaio del 1537 a Cartoceto, un piccolo centro del ducato di Urbino, sito nell'attuale provincia di Pesaro e Urbino a 15 km da Fano. Si distinse come uomo di grande prestigio all'interno della curia romana. Giunse a Roma nel 1557 e divenne segretario personale dell'allora cardinale Antonio Michele Ghislieri, poi eletto papa con il nome di Pio V. Fu protonotario apostolico e nel 1566 divenne Segretario di Stato.
Nel concistoro del 17 maggio 1570 papa Pio V lo creò cardinale presbitero del titolo Santa Susanna, alla sola età di trentatré anni. Prese possesso del titolo cardinalizio il 9 giugno. Il 16 giugno lo stesso papa lo nominò vescovo di Senigallia. Fu consacrato il 26 novembre nella Cappella Sistina, in Vaticano, dal cardinale Marcantonio Maffei, assistito da Francesco Rusticucci, vescovo di Fano, e da Giuseppe Pamphilj, vescovo di Segni. Si dimise dal governo della diocesi prima del 29 novembre 1577, quando fu nominato vicario di Roma da papa Gregorio XIII (1572-1585).
A Roma nel 1572 acquistò da Paolo Ghislieri, nipote di Pio V, un palazzetto alla fine di Via Alessandrina, in Borgo, e lo fece ampliare affidandone i lavori a Domenico Fontana e Carlo Maderno. Il palazzo prese il suo nome, e dette il nome alla piazza che venne creata sotto Alessandro VII per aprire la visuale della cupola di San Pietro.
Durante il pontificato di papa Sisto V (1585 - 1590) ebbe abitazione, insieme col cardinal nipote Michele Bonelli, nei palazzi vaticani prendendo parte attivamente ai molteplici affari del pontificato, tanto è vero che in assenza del cardinale Bonelli, il papa gli diede la responsabilità di condurre la maggior parte delle faccende della Chiesa. Per l'ingegno e per le altre posizioni occupate, il cardinale era un uomo capace di comprendere l'opportunità e la utilità dell'impresa, e grazie anche a queste sue capacità venne nominato da Sisto V vicario generale di Roma nel 1588, un ruolo che ricoprì fino alla sua morte. Ricostruì quasi completamente la chiesa del titolo di Santa Susanna, affidandone i lavori a Carlo Maderno, e in quella chiesa, ancora in vita, fece erigere nel 1595 il suo monumento sepolcrale. Ebbe anche il titolo di cardinale protettore dell'Ordine Cistercense e per questo favorì il trasferimento di un monastero cistercense di monache nella sua chiesa titolare di Santa Susanna, che la abitano tuttora. I lavori di trasformazione apportati nella chiesa furono concepiti perché fosse utilizzata dalle monache cistercensi di clausura.
Fu Camerlengo del Sacro Collegio dei Cardinali, dal 1592 al 1593. Il 18 agosto del 1597 gli venne affidato il titolo presbiterale di Santa Maria in Trastevere, mentre il titolo di Santa Susanna rimase vacante fino alla sua morte. Il 30 marzo 1598 venne eletto da papa Clemente VIII (1591 - 1605) vescovo di Albano, il 21 febbraio 1600 vescovo di Sabina, e in seguito, il 19 febbraio 1603, vescovo di Porto. Fu Legato pontificio in Francia e in Spagna per promuovere la Lega contro i Turchi, e ricoprì anche diversi altri importanti incarichi. Fu il promotore dell'istruzione del Clero in accordo coi decreti del Concilio di Trento. Partecipò a diversi conclavi: nel 1572 (Gregorio XIII); nel 1585 (Sisto V); nel primo del 1590 (Urbano VII) e nel secondo (Gregorio XIV); nel 1591 (Innocenzo IX) e nel 1592 (Clemente VIII).
Morì a Roma il 14 giugno 1603 e fu sepolto nella chiesa di Santa Susanna alle Terme di Diocleziano, di cui era titolare, e in cui si conserva la sua pietra tombale.

## Genealogia episcopale e successione apostolica
La genealogia episcopale è:
- Cardinale Marcantonio Maffei
- Cardinale Girolamo Rusticucci

La successione apostolica è:
- Vescovo Claude Sozomene (1583)